# 互叶铁线莲
互叶铁线莲（学名：Archiclematis alternata）为毛茛科互叶铁线莲属下的一个种。